# 阿吕 (厄尔-卢瓦省)
阿吕（法語：Alluyes，法語發音：[alɥi]）是法国厄尔-卢瓦省的一个市镇，属于沙托丹区。

## 地理
阿吕（48°13'44"N, 1°21'39"E）面积19.58 平方千米，位于法国中央-卢瓦尔河谷大区厄尔-卢瓦省，该省份为法国北部内陆省份，北起顺时针与厄尔省、伊夫林省、埃松省、卢瓦雷省、卢瓦-谢尔省、萨尔特省和奧恩省接壤。
与阿吕接壤的市镇（或旧市镇、城区）包括：布维尔、博讷瓦勒、特里宰莱博讷瓦勒、当若。
阿吕的时区为UTC+01:00、UTC+02:00（夏令时）。

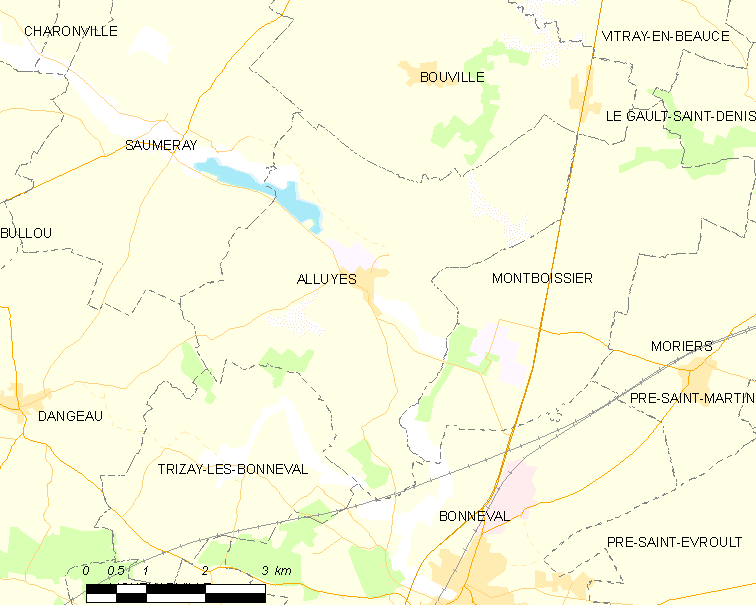
阿吕的OSM定位图

## 行政
阿吕的邮政编码为28800，INSEE市镇编码为28005。

## 政治
阿吕所属的省级选区为沙托丹县。

## 人口

1962-2008年间阿吕人口变化图示

阿吕于2022年1月1日时的人口数量为758人。